# Dama u crnom
Dama u crnom je 17. epizoda strip serijala Dilan Dog. Objavljena je u bivšoj Jugoslaviji kao specijalno izdanje Zlatne serije u izdanju Dnevnika iz Novog Sada u decembru 1988. godine. Koštala je 1.600 dinara (0,38 DEM, 0,2 $). Imala je 94 strane.

## Originalna epizoda
Naslov originalne epizode glasi La dama il nero. Objavljena je premijerno u Italiji 1.2.1988. Epizodu je napisao Ticiano Sklavi, a nacrtali Montanari Giuseppe i Grassani Ernesto. Naslovnicu je nacrtao Klaudio Vilja.

## Prethodna i naredna epizoda
Prethodna epizoda nosi naslov Dvorac straha (#16), a naredna Njujork, Njujork (#18)